# Dorasque
Dorasque (Dorasco, Dorask, Dorace), pleme ili skupina plemena američkih Indijanaca, šire skupine Dorasque-Guaymi, velika porodica Chibchan, koji su obitavali na području prevlake Srednje Amerike u Panami i Kostariki. U Dorasque pripadaju Dorasque vlastiti, Burica, Changuena ili Changuina, Chumulu i Gualaca. Srodni su im Duy i Guaymi.
Pravi Dorasque su živjeli na sjeverozapadu Paname na atlantskoj obali između Bahia del Almirante pa do obale Pacifika. Doraski su kao narod nestali do 1950. Na temelju intervjua jedne starije žene iz plemena Dorasque, koju je ispitivala Beatriz Miranda de Cabal nastala je knjiga izdana 1974.

## Vanjske poveznice
- The lost tribe of Dorasques  Arhivirana inačica izvorne stranice od 28. kolovoza 2008. (Wayback Machine)